# Bertha Jordaan-van Heek
Engelberta Auguste (Bertha) Jordaan-van Heek (* 31. Oktober 1876 in Enschede; † 23. März 1960 in Wettringen) war eine niederländische Malerin.

## Leben und Arbeit
Van Heek war Mitglied der Textilfabrikantenfamilie Van Heek und eine Tochter von Gerrit Jan van Heek (1837–1915) und seiner zweiten Frau Christine Friederike Meier (1842–1920). Sie heiratete 1904 den Arzt Theodoor Emile ter Kuile (1875–1941) und nach einer Scheidung 1907 den Privatbankier Jan Jordaan (1873–1935), einen Angehörigen der Firma Banque Jordaan et Cie. in Paris.
Van Heek nahm Unterricht bei Alexis Vollon (1864–1945) in Paris. Sie malte Blumen, Interieurs, Landschaften und Porträts.
Das Ehepaar Jordaan-van Heek kaufte 1929 das Haus Welbergen in Ochtrup. Nach dem Tod Jan Jordaans verwaltete Berta Jordaan-van Heek das Haus. Den Nazis war sie als  Niederländerin nicht willkommen, sie durfte ihren Besitz in Deutschland nicht betreten. Bis 1945 wurde das Haus durch einen Treuhänder verwaltet. 1946 übernahm Berta Jordaan-van Heek wieder Haus Welbergen und übereignete das Anwesen kurz vor ihrem Tod an eine Stiftung. 1959 wurde die Bertha Jordaan-van Heek-Stiftung mit Sitz in Ochtrup gegründet, die das Haus und Anwesen verwaltet, sich aber auch zum Ziel gesetzt hat, den Austausch von Kunst und Wissenschaft zwischen den Niederlanden und Deutschland zu fördern.